# Janusz Majcher
Janusz Wojciech Majcher (ur. 7 stycznia 1951 w Zakopanem) – polski samorządowiec i przedsiębiorca, od 2006 do 2014 burmistrz Zakopanego.

## Życiorys
Z wykształcenia inżynier, ukończył studia na Wydziale Mechanicznym Energetycznym Politechniki Śląskiej. Pracował jako asystent w Instytucie Energetyki Gazowej PŚ, w drugiej połowie lat 70. został naczelnikiem wydziału w katowickiej Dyrekcji Okręgowej Dróg Publicznych. Później powrócił do Zakopanego, był dyrektorem handlowym w przedsiębiorstwie państwowym, następnie zajął się prowadzeniem własnej działalności gospodarczej. Współtworzył lokalne organizacje gospodarcze (m.in. oddział Krakowskiej Kongregacji Kupieckiej i Tatrzańską Izbę Gospodarczą). Działał jednocześnie w samorządzie miejskim jako radny i wiceprzewodniczący rady miejskiej.
Był członkiem Unii Wolności, zasiadał w ostatnich władzach krajowych tej partii. Później pozostał bezpartyjny. W drugiej turze wyborów w 2006 został wybrany na urząd burmistrza Zakopanego z ramienia lokalnego komitetu wyborczego Twoje Zakopane, pokonując dotychczas zajmującego to stanowisko Piotra Bąka. W 2010 z powodzeniem ubiegał się o reelekcję jako kandydat ugrupowania Twoje Zakopane z poparciem Platformy Obywatelskiej. W 2014 nie został wybrany na kolejną kadencję.